# Kom (ostan)
Kom (pers. ‏‏استان قم‎) – ostan w północnym Iranie. Stolicą jest miasto Kom.
Utworzony z części ostanu Teheran w 1995 roku. Obszar pustynny, klimat suchy. Dwa duże słone jeziora: Howz-e Soltan, częściowo Darjacze-je Namak.
Stan liczy 11 526 km² powierzchni. Ludność w 2011 wyniosła 1 151 672. Do większych miast stanu (pod względem populacji w 2011) należą m.in. Ghanawat, Dżafarije, Kahak.
W ostanie rozwinął się przemysł rafineryjny, włókienniczy, cementowy oraz szklarski.